# Tatsuki Yoshino
Tatsuki Yoshino (født 13. juli 1994) er en japansk håndboldspiller for Toyota Auto Body og det japanske landshold.
Han repræsenterede Japan ved verdensmesterskabet i håndbold for mænd i 2019.
Han repræsenterede Japan under Sommer-OL 2020 i Tokyo, hvor holdet blev slået ud i gruppespillet.